# ستيف ياربروف (سياسي)
ستيف ياربروف هو سياسي أمريكي، ولد في 26 أغسطس 1947. نشط حزبياً في الحزب الجمهوري. وقد انتخب عضو مجلس شيوخ أريزونا ‏ وانتخب عضو مجلس نواب أريزونا ‏.